# Myrmeleon nekkacus
Myrmeleon nekkacus är en insektsart som beskrevs av Hanjiro Okamoto 1934. 
Myrmeleon nekkacus ingår i släktet Myrmeleon och familjen myrlejonsländor. Inga underarter finns listade i Catalogue of Life.